# Louis Dubreuil-Chambardel
Pour les articles homonymes, voir Dubreuil-Chambardel et Dubreuil.
Ne doit pas être confondu avec Louis Dubreuil, Louis Dubreuilh ou Louis-Anne Dubreil.
Louis Dubreuil-Chambardel, de son nom complet Louis Jacques-Marie Dubreuil-Chambardel,,, né le 21 juin 1876 à Marseille et mort le 6 août 1927 à Tours, est un anthropologue, archéologue, médecin-anatomiste français. Il a également exercé la profession de journaliste sous le pseudonyme de Raoul Leclerc,.

## Biographie

### Famille
Louis Dubreuil-Chambardel est le fils d'Émile Dubreuil-Chambardel, médecin à Marseille (rue Rougier) et de Jeanne Chenard,,. Avec son épouse Geneviève Déribère-Desgardes, il a eu trois enfants : Jeanne, Philippe et Suzanne Dubreuil-Chambardel,. Il serait un descendant de Pierre Dubreuil-Chambardel, homme politique et député des Deux-Sèvres.

### Parcours
Il fait ses études au lycée Descartes, à Tours. En 1905, après avoir soutenu une thèse intitulée Artère poplitée et ses variations anatomiques, il obtient son doctorat, à l'école de médecine de Paris,. Il a pour « maître » l'anatomiste Anatole-Félix Le Double,. Il se spécialise alors dans le domaine de l'anatomie, et plus précisément dans l'étude des variations somatiques.
Dans les années 1910, après la mort de Le Double, il est nommé chef des travaux de l'Institut anatomique, puis professeur suppléant à l’école de médecine et d’anatomie de Tours,,. Outre l'anatomie, Dubreuil-Chambardel effectue des recherches dans les domaines de la tératologie, de la pathologie, de l'anthropologie, de la préhistoire, de l'histoire de la médecine et du folklore. Il exerça également ses compétences médicales dans le cadre d'associations sportives.
Des missions scientifiques en Belgique, en Italie, en Portugal et en Pologne lui ont été confiées par le gouvernement français. En 1921, dans le cadre de ses travaux sur l'anatomie, Dubreuil-Chambardel a participé à la construction d'une « amitié franco-portugaise »,.

### Médecin-chef durant la Première Guerre mondiale
Lors de la déclaration de la Première Guerre mondiale, Dubreuil-Chambarel reçoit pour affectation le poste de médecin aide-major au sein d'une unité territoriale et sert en tant que major dans les 68e et 290e régiments d'infanterie,. En mars 1916, toujours dans le contexte du premier conflit mondial, il est promu au grade de médecin chef du dépôt d’éclopés d’Hesdin. Lorsque le centre d'Hesdin ferme ses portes, au mois d'avril, il est affecté à Montdidier, dans la Somme. De novembre 1916 à janvier 1917, il participe à plusieurs opérations militaires dans les régions de la Somme et de la Champagne, ainsi que dans l’Aisne et la Meuse, entre mai et juillet 1917, avec notamment la bataille du Chemin des Dames et la bataille de Verdun. Après avoir été blessé aux environs est de la ville d’Ypres, en date du 31 août 1917, il est récompensé de 5 citations et d'une croix de guerre. Il reçoit ensuite le titre de chevalier de la Légion d‘honneur en date du 14 juillet 1919,.

### Membre de sociétés savantes
Membre de la Société d'anthropologie de Paris, il en devient le président en 1925,.
Dubreuil-Chambardel a également été membre de la Société archéologique de Touraine, à partir de 1899, société savante dont il a occupé le poste de secrétaire-adjoint. Il est l'auteur de plusieurs articles du périodique Bulletin de la Société archéologique de Touraine, et a effectué des communications au cours de séances de la société tourangelle.

### Journaliste
En tant que journaliste, Dubreuil-Chambardel rédige des articles pour La Touraine républicaine, sous le pseudonyme du Dr Raoul Leclerc,, un patronyme emprunté à un médecin tourangeau du XIe siècle — également connu sous le nom de « Raoul Mal
Couronne » — et qui a enseigné à l'abbaye de Marmoutier,,,.
Il a également collaboré avec le journal La Gazette médicale du Centre, périodique mensuel dont il est devenu le directeur,.

### Mort, hommages et postérité
En août 1927, deux semaines après un séjour à Leyde, pour le VIe Congrès International de Médecine, il meurt d’une pneumonie, à Tours,,.
Pour l'archéologue Gérard Cordier, qui a rédigé une monographie sur Dubreuil-Chambardel — Figures médicales tourangelles : le Dr Dubreuil-Chambardel (1879-1927) : son œuvre scientifique —, publiée en 1977 : « on reste confondu devant une telle puissance de travail et une telle polyvalence s'exerçant partout avec le même esprit pénétrant et lucide, avec la même largeur de vue »,.

## Travaux

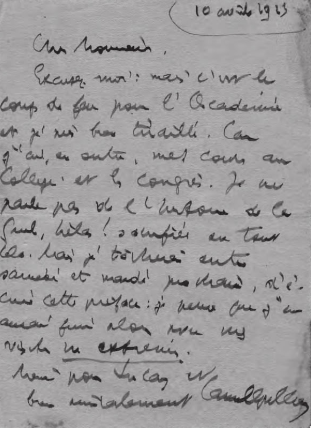
Fac-similé d'une lettre de Camille Jullian à Louis Dubreuil-Chambardel daté du 10 août 1923.

Pour V. Bugiel, les travaux et études de Dubreuil-Chambardel peuvent être répertoriés en quatre domaines : l'anatomie, avec l'ostéologie et l'arthrologie ; l'archéologie pré- et protohistorique ; le folklorisme ; et l'histoire de la médecine.
En 1910, il participe au 6e Congrès Préhistorique de France. Dubreuil-Chambardel, fortement attiré par l'anthropologie, la pré- et la protohistoire, mène des opérations de fouilles, notamment sur les sites de la nécropole carolingienne de Pussigny et du puits funéraire de Château-Gaillard. Dans le cadre de ses travaux archéologiques, il a effectué des recherches sur les nuclei pressignois dits « en livre de beurre ». En 1922 et 1923, il effectue plusieurs conférences sur le domaine de la Préhistoire en Touraine, à l'École d'Anthropologie de Tours. Avec la publication de La Préhistoire en Touraine, parue en 1923, à la suite des conférences qu'il a tenu, Dubreuil-Chambardel réalise la « première synthèse de la Préhistoire tourangelle ».
Dans le domaine de l'anatomie, il rédige quatre monographies, la première sur l'artère médiane, publiée en 1906, la seconde sur l'arcade plantaire superficielle, parue en 1908, la troisième, intitulée Artères du membre inférieur (« Variations des artères, du pelvis et du membre inférieur », en 1925, et la quatrième Artères du membre supérieur (« Variations des artères du membre supérieur »), en 1926. Il effectue également des recherches sur la clinodactylie, le syndrome de Klippel-Feil, les scolioses, la dextrocardie, ou encore la splanchnologie.
Dans le cadre de ses travaux sur le folkore de la Touraine, il publie en 1906 un article intitulé Quelques matrices de sceaux tourangeaux, et en 1922 une monographie de 224 pages intitulée Cadrans solaires tourangeaux. Également attiré par l'histoire tourangelle, il signe en 1904 une monographie sur le château de Ciran, puis en 1907 sur Véron et le Thelox.
L'intérêt de Dubreuil-Chambardel pour l'histoire de la médecine l'amène entre autres à rédiger en 1905 Les ancêtres de Bretonneau, puis Le Dr Félix Herpin, 1772-1852, Figures médicales tourangelles, ou encore Un manuscrit médical du XVe siècle, d'origine mancelle.

## Publications
Ouvrages
- Les ancêtres de Bretonneau, Paris, Péricat, 1900[5] ;
- Un manuscrit médical du XVe siècle d'origine mancelle, Paris, Picard, 1904[5] ;
- Figures médicales tourangelles, Tours, Péricat, 1907[5] ;
- L'enseignement des sages-femmes en Touraine, Tours, Péricat, 1909[5] ;
- L'enseignement médical à Marmoutier au XIe siècle, Tours, Péricat, 1911[5] ;
- La Touraine Préhistorique  (préf. Camille Jullian), Paris, Éditions Honoré Champion, 1923[5] ;
- Les médecins dans l'Ouest de la France aux XIe et XIIe siècles : études sur la médecine en France du Xe  au  XIIe siècle  (préf. J. Renaut), Paris, Publications de la Société française d'Histoire de la Médecine, 1914 (lire en ligne).

Articles
- « Les cadrans solaires chinonais », Bulletin des Amis du Vieux Chinon, Société d'histoire de Chinon Vienne & Loire, t. 2, no 4,‎ juillet 1921 (lire en ligne, consulté le 5 novembre 2018).
- « Le menhir de Luzillé (Indre-et-Loire). », Bulletins et Mémoires de la Société d'anthropologie de Paris, VI° Série., t. 5, no fascicule 3,‎ 1914, p. 253 (DOI https://doi.org/10.3406/bmsap.1914.8671, lire en ligne, consulté le 6 novembre 2018).
- « Note sur l'ossification du métacarpien II. », Bulletins et mémoires de la société d'anthropologie de Paris, VI° Série., t. 9,‎ 1918, p. 1-5 (DOI https://doi.org/10.3406/bmsap.1918.8842, lire en ligne, consulté le 6 novembre 2018).
- « La station préhistorique de la Motte d'Huismes. », Bulletins et Mémoires de la Société d'anthropologie de Paris, VII° Série., t. 3,‎ 1922, p. 12-13 (DOI https://doi.org/10.3406/bmsap.1922.8892, lire en ligne, consulté le 6 novembre 2018).
- « Le Polissoir fixe du Petit-Pressigny. », Bulletins et Mémoires de la Société d'anthropologie de Paris, VI° Série., t. 1,‎ 1910, p. 647-649 (DOI https://doi.org/10.3406/bmsap.1910.7182, lire en ligne, consulté le 6 novembre 2018).
- « Des muscles fléchisseurs et extenseurs sur un pouce à trois phalanges. », Bulletins et Mémoires de la Société d'anthropologie de Paris, VI° Série., t. 10,‎ 1919, p. 45-47 (DOI https://doi.org/10.3406/bmsap.1919.8867, lire en ligne, consulté le 6 novembre 2018).
- « Le polissoir fixe de Saint-Cyr-Sur-Loire (Indre-et-Loire). », Bulletins et Mémoires de la Société d'anthropologie de Paris, VI° Série., t. 3, no fascicule 1-2,‎ 1912, p. 103-105 (DOI https://doi.org/10.3406/bmsap.1912.8507, lire en ligne, consulté le 6 novembre 2018).
- « À propos des Croix Blanches des Fermes. », Bulletins et Mémoires de la Société d'anthropologie de Paris, V° Série., t. 9,‎ 1908, p. 678-680 (DOI https://doi.org/10.3406/bmsap.1908.7085, lire en ligne, consulté le 6 novembre 2018).
- « Le VIe Congrès archéologique de France », Bulletin de la Société archéologique de Touraine,‎ 1909, p. 224 à 229 (lire en ligne, consulté le 6 novembre 2018).

Sous le pseudonyme de Raoul Leclerc
- « Les parfums de Tours », La Touraine Républicaine,‎ mars 1926 (lire en ligne, consulté le 6 novembre 2018).

## Pour approfondir